# Brigitta Sahlgren
Brigitta Sahlgren, född Ekmarck 1694, död 12 maj 1771 i Göteborg, var en svensk industriidkare. Hon drev Sahlgrenska sockerbruket i Göteborg 1736–1771 och handels- och rederirörelsen i Göteborg 1736–1744. 

## Biografi
Brigitta Sahlgren var dotter till handlanden Olof Pehrsson Ekmarck och Christina Stillman. Hon gifte sig 1715 med Jacob Sahlgren. Vid makens död 1736 ärvde hon tillståndet och burskapet för Sahlgrenska sockerbruket och handels- och rederirörelsen i Göteborg. Hon drev Sahlgrenska sockerbruket till sin död och handels- och rederirörelsen fram till 1744, då hon uppsade burskapet. 
Sahlgren innehade ett sockermonopol i Sverige och bedrev ett av landets största företag under denna tid. Hon avtalade med de tre barnen att deras arvslotter efter fadern skulle bli stående i sockerbruket. Kommerskollegium uppmanade henne att öka produktionen för att möta efterfrågan. När en ansökan om ett annat sockerbruk i Göteborg inkom 1740 inledde Sahlgren en privilegiestrid, som varade över två riksdagar. Hon företräddes då vid riksdagen av sin svärson, greve A R Sparre, och sin svåger Niclas Sahlgren. Striden vanns av Sahlgren, men när hon varken ökade produktionen eller uppgav sitt produktionsantal upphävdes det Sahlgrenska monopolet – efter ytterligare debatt vid riksdagen 1746–1747 – i och med att Nicolas Jacobson 1749 erhöll privilegium på ett nytt sockerbruk i Göteborg. Sahlgrenska sockerbruket behöll dock trots konkurrensen sin dominerande ställning seklet ut. Hon insjuknade 1770 och avled året därpå. Efter hennes död leddes sockerbruket av sonsonen Jacob (1753–1814). 
Brigitta Sahlgren lät efter en brand 1746 uppföra ett palats till bostad, som troligen ritades av Bengt Wilhelm Carlberg, där hon levde med sin dotter, Sara Christina Sparre (död 1766). Hennes korrespondens från 1768 med sin dotterson greve Gustaf Adolf Sparre finns bevarad. 
Hon har fått en gata i Högsbo i Göteborg, Britta Sahlgrens gata, uppkallad efter sig.